# Храм Николая Чудотворца (Посадниково)
Церковь Николая Чудотворца — уничтоженный в советское время православный храм, располагавшийся в селе Посадниково Новоржевского района Псковской области России. Являлся копией Чесменской церкви в Санкт-Петербурге.

## История

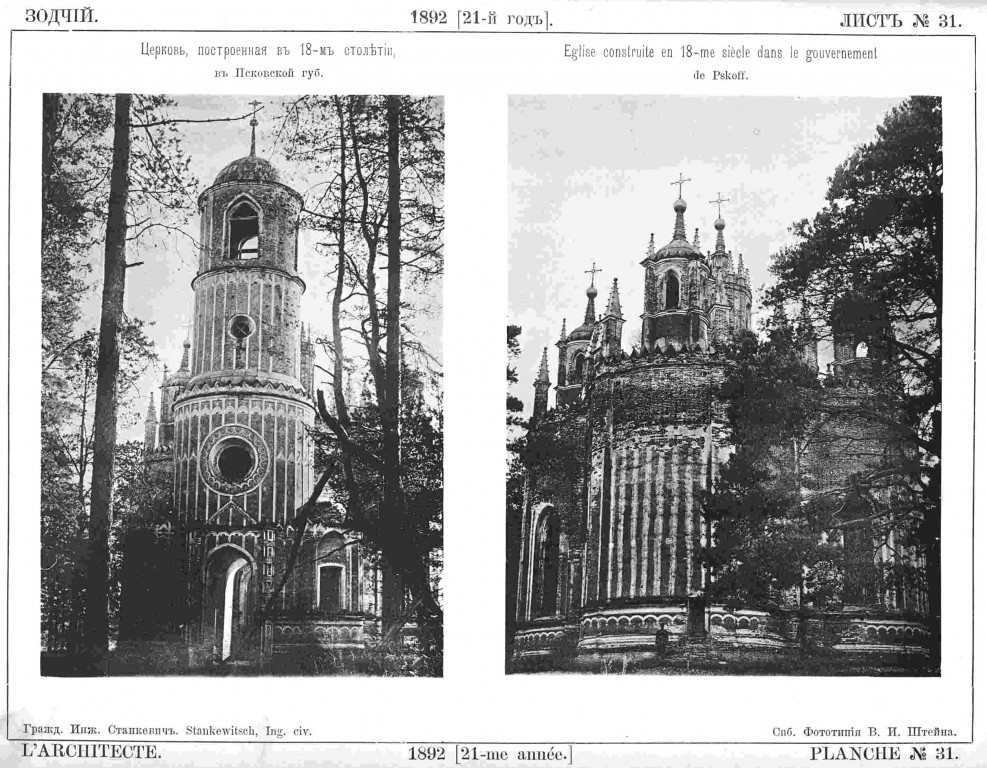
В журнале 1892 года.

Никольский храм в селе Посадниково Новоржевского уезда был построен генералом-поручиком Александром Ланским в 1781—1784 годах. Храм строился сразу после Чесменского и, вероятнее всего, под присмотром архитектора Юрия Фельтена.
В 1789 году при храме построили отдельно стоящую колокольню. Постоянные богослужения в церкви не проводились.
Большую часть времени Никольская церковь стояла закрытой и постепенно от времени начала ветшать. В 1792 году имение Посадниково перешло брату фаворита Якову Ланскому, а от него дочери Варваре, в замужестве Кайсаровой. Кайсаровы владели имением до 1880-х годов. Во второй половине XIX века прихожане стали выступать с требованием разборки обветшавшего храма. Эти требования привлекли внимание Императорской археологической комиссии, которая в 1878 году направила своего представителя для осмотра храма на месте.
После проверки храм остался пустым, утварь и колокола были вывезены.
В 1921 году предполагались меры по недопущению разрушения храма, но реализованы они не были. В 1925 году советские власти уничтожили храм.